# Wittgendorf, Saalfeld-Rudolstadt
Wittgendorf là một đô thị thuộc huyện Saalfeld-Rudolstadt, trong bang Thüringen, nước Đức. Đô thị Wittgendorf, Saalfeld-Rudolstadt có diện tích 3,39 km².